# Géographie des îles Pitcairn

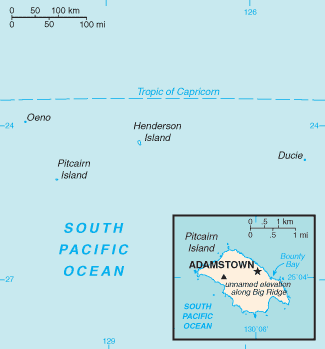
Carte des îles Pitcairn. Source:CIA World Factbook

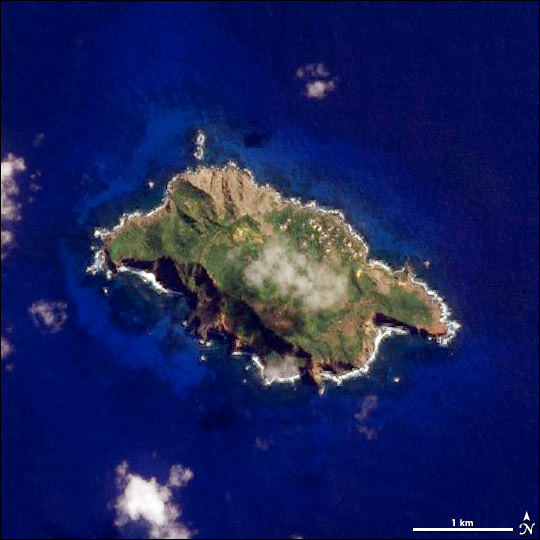
Photo satellite de l'île Pitcairn

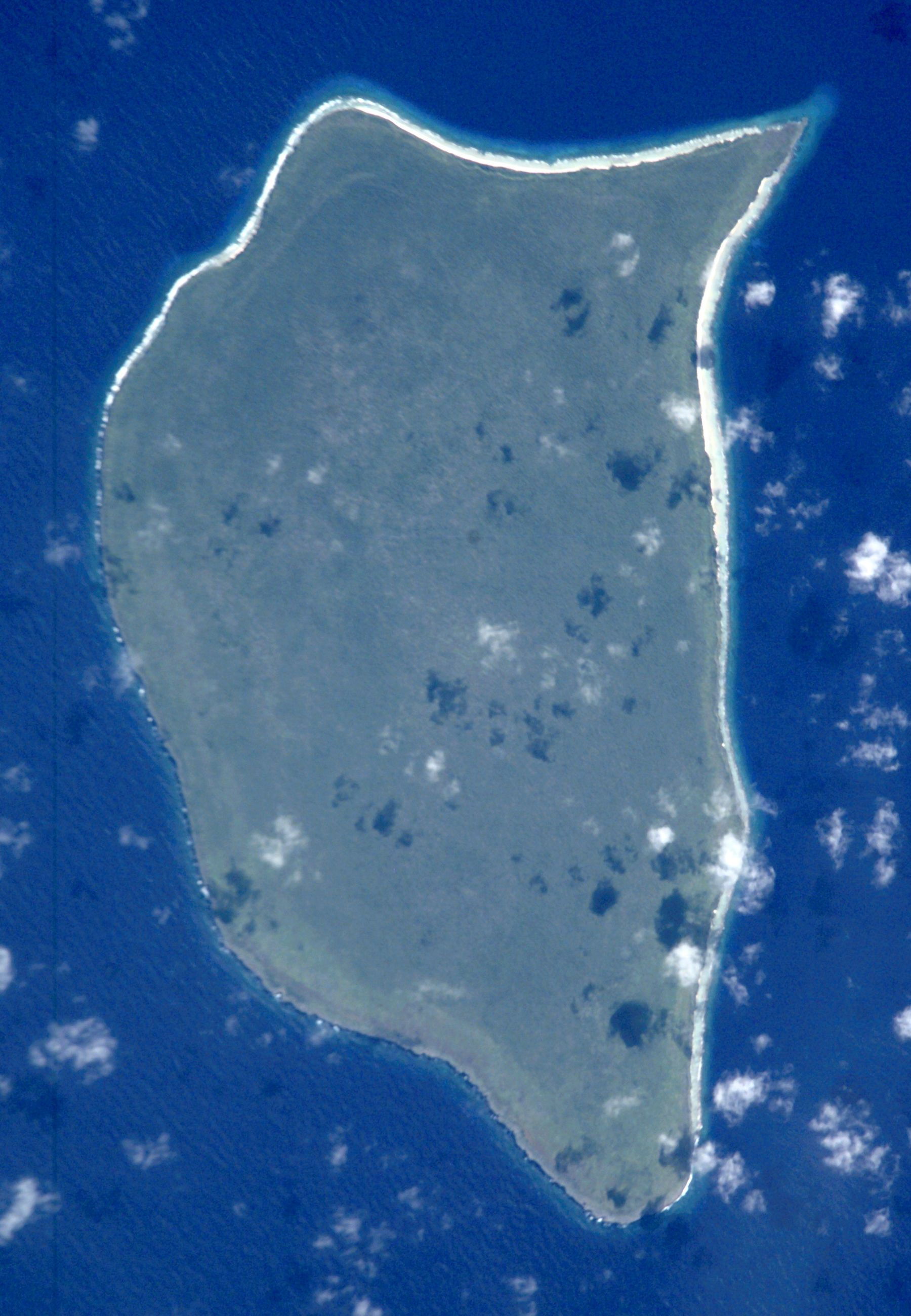
Photo satellite d'Henderson Island

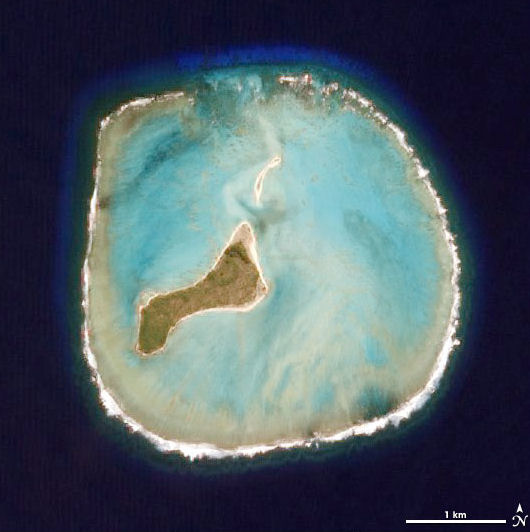
Photo satellite d'Oeno Island

Les îles Pitcairn sont un groupe de cinq petites îles, situées dans le Pacifique sud, sous le tropique du Capricorne
- île Pitcairn (île principale)
- Henderson Island (inhabitée)
- Ducie Island (inhabitée)
- Oeno Island (pas d'habitants sédentaires)
  - Sandy Island qui lui est associée

## Population
La seule île habitée est Pitcairn, qui une superficie de 5 km2. Sa population n'est que d'une cinquantaine d'habitants (soit 10 habitants par km2). La population était de 250 personnes dans les années 1950 mais a connu une forte immigration dont vers l'île de Norfolk.
L'île n'avait pas de population indigène. Elle a probablement été habitée jusqu'au XVe siècle par une population polynésienne mais abandonnée pour une raison inconnue. La population actuelle est descendante des marins britanniques révoltés du HMS Bounty et de leurs compagnes polynésiennes arrivés sur l'île en janvier 1790.

## Situation
Les îles Pitcairn font partie de l'Océanie, dans le Sud-Pacifique. Elles se situent à un peu plus des deux cinquièmes de la distance séparant le Panama de la Nouvelle-Zélande, constituant l'un des territoires les plus éloignés d'une zone continentale. Les îles les plus proches sont les îles Gambier, en Polynésie française.
La superficie totale des îles est de 48 km2 (62,5 en comptant le lagon des 2 atolls) offrant 51 km  de côtes
- Henderson Island, la plus grande, 37,3 km2
- Pitcairn, 4,6 km2
- Oeno Island 16,65 (mais seulement 0,65 de terre)
- Ducie Island 3.9 (mais seulement 0,7 de terre)

Les îles, d'ouest en est sont Oeno, Pitcairn, Henderson et Ducie. Pitcairn est la plus méridionale, les trois autres étant à peu près alignées sur un axe légèrement nord-ouest /sud-est, chacune séparée de plus de 200 km l'une de l'autre. Pitcairn, légèrement décalée vers le sud-est à environ 120 km au sud-est d'Oeno, et environ 200 km au sud-ouest d'Henderson.

## Climat
Le climat est tropical, chaud et humide, modifiée par des vents du sud-est. La saison des pluies va de novembre à mars. L'île peut connaitre des cyclones tropicaux pendant cette période

## Géologie

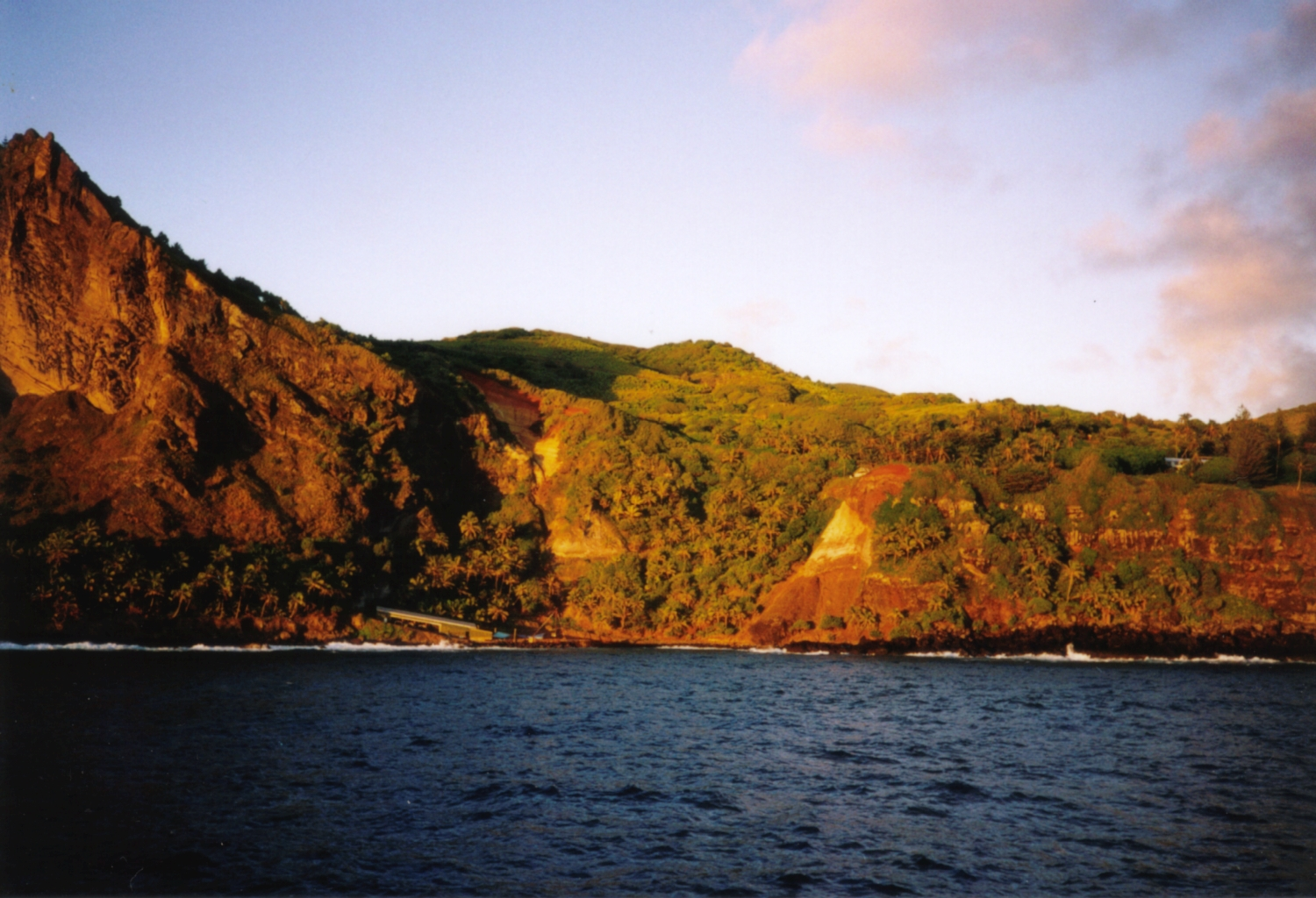
Bounty Bay sur l'île de Pitcairn

Pitcairn présente un aspect volcanique montagneux avec une côte avec des falaises escarpées. Son point le plus élevé est Pawala Valley Ridge situé à  347 m qui est aussi le point le plus élevé de l'archipel.
L'île n'est accessible que par bateau (Bounty bay)
Henderson Island, qui représente 67 % de la superficie du territoire est un atoll surélevé tectoniquement. Elle est pratiquement inaccessible, elle est entourée de falaises de corail d'une quinzaine de mètres. L'île présente une hauteur maximale de 37 mètres.
Ducie Island et Oeno Island sont des atolls, Sandy Island étant l'une des îles composant l'atoll d'Oeno.

## Flore et faune
L'île de Pitcairn connait un problème de déforestation. Il ne reste qu'une petite zone de la forêt originelle à cause des coupes pour le feu et dégager des zones d'habitat.
Henderson Island, inhabitée, présente une faune spécifique. Quatre espèces d'oiseaux terrestres sont endémiques sur l'île (rallidé d'Henderson, ptilope d'Henderson, lori de Stephen et fauvette d'Henderson). Il y a aussi une quinzaine d'oiseaux marins non endémiques. L'île possède aussi d'autres espèces endémiques : quatre espèces d'escargot (parmi seize espèces présentes sur l'île) et un papillon (seule espèce sur l'île). Il existe neuf espèces de plantes endémiques (parmi les 63 espèces de l'île). Henderson Island a été inscrite sur la liste du patrimoine mondial.

## Ressources naturelles
L'arbre Miro, utilisé pour l'artisanat et poissons

Note: du manganèse, fer, cuivre, or, argent et zinc ont été découverts au large